# Apalis thoracica
El apalis acollarado (Apalis thoracica) es una especie de ave paseriforme de la familia Cisticolidae propia de África austral y oriental.

## Descripción

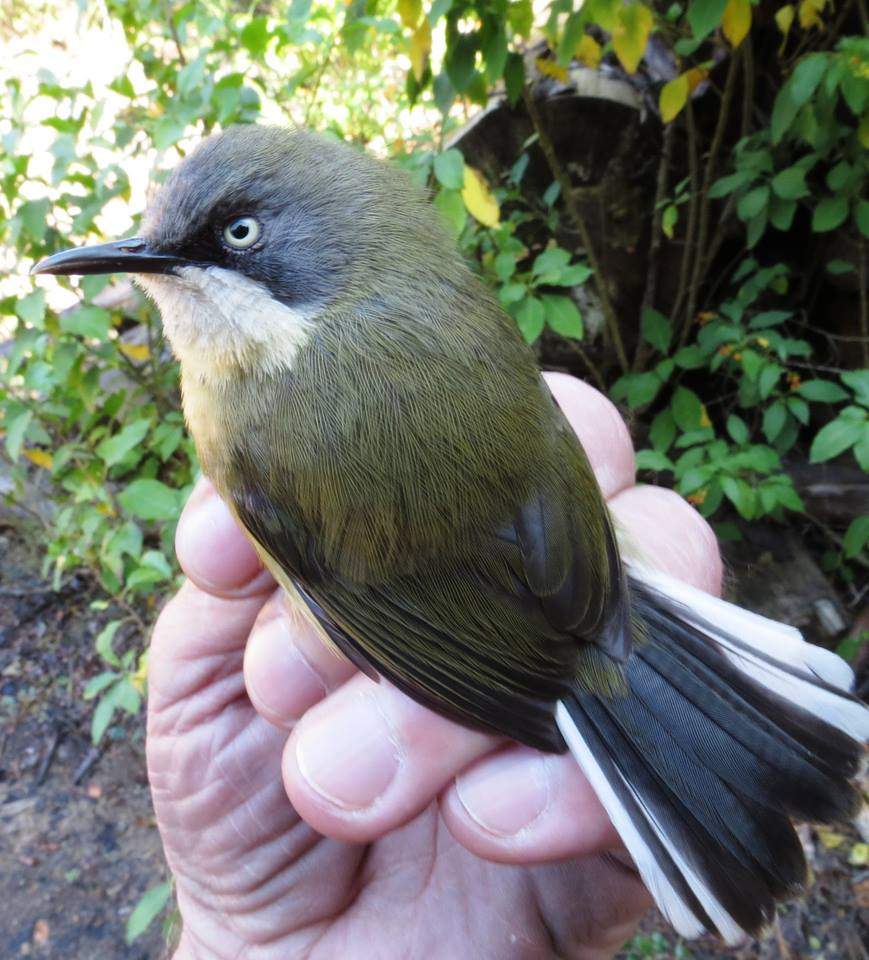
A. t. spelonkensis.

El apalis acollarado es un pájaro esbelto de cola larga, con una longitud corporal de entre 11 y 13 cm. Su plumaje depende de las subespecies. Sus partes superiores pueden ser de color gris o verde oliváceo, mientras que sus partes inferiores pueden ser blancas o de color amarillo claro. Todas las subespecies tienen una franja negra cruzando su pecho, las plumas exteriores de la cola blancas y los ojos claros. Su pico negro es bastante largo y estrecho, y ligeramente curvado hacia abajo. Las hembras son similares a los machos pero con la banda del pecho más estrecha. Los juveniles tienen las partes inferiores anteadas y la banda del pecho incompleta.

## Distribución y hábitat
Vive en los bosques y matorrales del sur y este de África, desde los montes Chyulu en Kenia hasta el sur de Sudáfrica. En las partes septentirionales de su área de distribución solo se encuentra en los montes y montañas, donde hay varias subespecies confinadas en montañas aisladas.

## Taxonomía
Fue descrito científicamente en 1811 por el zoólogo inglés George Shaw.
Se reconocen 18 subespecies:
- A. t. griseiceps Reichenow y Neumann, 1895 - se extiende del sureste del Kenia al centro Tanzania;
- A. t. pareensis Ripley y Heinrich, 1966 - localizada en las montañas Pare (noreste de Tanzania);
- A. t. murina Reichenow, 1904 - se encuentra del noreste de Tanzania al norte de Malawi y el noreste de Zambia;
- A. t. uluguru Neumann, 1914 - presente en las montañas Uluguru (este de Tanzania);
- A. t. youngi Kinnear, 1936 -se encuentra en el suroeste de Tanzania, norte de Malawi y el noreste de Zambia;
- A. t. whitei Grant, CHB y Mackworth-Praed, 1937 - presente en el este de Zambia y el sur de Malawi;
- A. t. rhodesiae Gunning y Roberts, 1911 - se extiende del noreste de Botsuana al centro de Zimbabue;
- A. t. quarta Irwin, 1966 - se encuentra en los montes Nyanga (noreste de Zimbabue) y la montaña Gorongoza (oeste de Mozambique);
- A. t. arnoldi Roberts, 1936 - localizada en el este de Zimbabue y suroeste de Mozambique;
- A. t. flaviventris Gunning y Roberts, 1911 - se encuentra en el surestte de Botsuana y el norte de Sudáfrica;
- A. t. spelonkensis Gunning y Roberts, 1911 - localizada en el noreste de Sudáfrica;
- A. t. drakensbergensis Roberts, 1937 - se encuentra en este de Sudáfrica y el oeste de Suazilandia;
- A. t. lebomboensis Roberts, 1931 - se encuentra en el este de Suazilandia, el este de Sudáfrica y Mozambique;
- A. t. venusta Gunning y Roberts, 1911 - presente en del este al sureste de Sudáfrica;
- A. t. thoracica (Shaw, 1811) - localizada en el sureste de Sudáfrica,
- A. t. claudei Sclater, WL, 1910 - confinada en el sur de Sudáfrica;
- A. t. capensis Roberts, 1936 -se encuentra en el suroeste de Sudáfrica;
- A. t. griseopyga Lawson, 1965 - se encuentra en el oeste de Sudáfrica.

## Comportamiento
Se alimentan de insectos y orugas que buscan entre la vegetación. Con frecuencia se unen a bandadas mixtas de alimentación con otros pájaros.
Las parejas cantan a dúo, en el que el canto de la hembra es más agudo.
Su época de cría es de agosto a enero. Construyen nidos en forma de bolsa, donde suelen poner tres huevos. Los huevos son azulados con motas pardo rojizas.